# جلی‌یلا
جلی‌یلا (Jellyella) جنسی است از جانوران خزه‌زی از راستهٔ لب‌دهانان (Cheilostomida).
جلی‌یلا فراساختار اسکلتی کلسیتی دارد که از دوکچه‌های دراز و متقاطع تشکیل شده‌است.